# Dryophiops rubescens
Dryophiops rubescens — вид змій родини полозових (Colubridae). Мешкає в Південно-Східній Азії.

## Поширення і екологія
Dryophiops rubescens мешкають на Малайському півострові, на Суматрі, Калімантані, Яві і сусідніх островах, спостерігалися на Філіппінах. Вони живуть у вологих рівнинних тропічних лісах, трапляються в садах, на висоті до 980 м над рівнем моря. Відкладають яйця.